# Ludmyła Kunina
Ludmyła Wołodymyriwna Kunina, ukr. Людмила Володимирівна Куніна (ur. 18 lipca 2002 we wsi Strabyczowo, w obwodzie zakarpackim) – ukraińska piłkarka grająca na pozycji pomocnika w SK Dnipro-1. Również grała w futsal.

## Kariera klubowa
W 2017 rozpoczęła karierę w klubie Jednist'-SzWSM Płysky. Jesienią 2018 rozegrała jeden mecz w FK Lwiw-Jantaroczka. W 2019 została zaproszona do Żytłobud-1 Charków.
W latach 2020—2021 występowała również w klubie futsalowym ZChO-Tesła Charków.
Latem 2021 roku przeniosła się do drużyny SK Dnipro-1. W 2022 po inwazji Rosji na Ukrainę wyjechała do Szwecji, gdzie została zawodniczką Mallbackens IF, ale latem wróciła do Ukrainy, zasilając skład SK Dnipro-1.

## Kariera reprezentacyjna
W 2018 roku zadebiutowała w juniorskiej reprezentacji Ukrainy WU-17, a w 2019 w WU-19.

## Sukcesy
Żytłobud-1 Charków
- mistrz Ukrainy (2): 2018/19, 2020/21
- wicemistrz Ukrainy (1): 2019/20
- zdobywca Pucharu Ukrainy (1): 2018/19
- finalista Pucharu Ukrainy (3): 2020/21